# ظهره (استان شلف)
ظهره (به عربی: الظهرة) یک شهرداری در الجزایر است که در استان الشلف واقع شده‌است.
 ظهره  ۲۱٬۲۸۴ نفر جمعیت دارد.